# Воїн (фільм, 2011)
«Воїн» (англ. Warrior) — американська спортивна драма режисера Гевіна О'Коннора (був також сценаристом і продюсером), що вийшла 2011 року. Картина створена на основі історії Ґевіна О'Коннора і Кліффа Дорфмана.
Сценарій картини також написали Ентоні Тембакіс і Кліфф Дорфман, продюсером також був Ґреґ О'Коннор. Вперше фільм продемонстрували 9 серпня 2011 року у Канаді й США.
В Україні фільм не демонструвався. Переклад та озвучення українською мовою зроблено студією «Омікрон» на замовлення toloka.to у квітні 2012 року у рамках проєкту «Хочеш кіно українською? Замовляй!».
На 1 березня 2024 року фільм займав 175-ту позицію у списку 250 кращих фільмів за версією IMDb..

## Сюжет
Том Конлон (Том Гарді) повертається додому після чотирнадцятирічної відсутності до батька Педді (Нік Нолті), колишнього алкоголіка, який вступив до спільноти Анонімних алкоголіків. Томмі лютує від того, що його батько не хоче з ним пити й не вірить тому, що Конлон-старший покінчив зі згубною звичкою. На наступний день, Томмі записується в найближчий спортивний зал, де б'є професійного бійця Еріка «Скаженого пса» Граймса (Ерік Еппл). Після бою Томмі просить батька допомогти йому у тренуваннях, щоб перемогти в турнірі під назвою «Спарта», але з умовою того, що вони не будуть намагатися налагодити власні відносини.
Водночас старший син Педді й брат Томмі, Брендан (Джоел Еджертон), вчитель фізики і колишній боєць UFC, постає перед проблемою банкрутства та фінансової неспроможності. Якщо Брендан не заплатить банку за три місяці, буде проведена конфіскація майна. Намагаючись забезпечити дружину Тесс (Дженніфер Моррісон) і двох доньок, Конлон повертається на ринг. Після першого бою, чутки про хобі Конлона поширюються по всій школі, що призводить до догани від керівництва навчального закладу і повному відстороненню від ведення уроків без збереження зарплати. Не бачачи іншого варіанту, Брендан звертається до старого друга Френка Кампани (Френк Ґрілло), щоб той почав його тренувати. Після того, як боєць, який мав їхати на «Спарту», серйозно пошкодив ногу під час пробіжки, Кампана замінив його Бренданом.
Педді провідує Брендана, щоб повідомити йому про повернення Томмі, але той не хоче мати ніяких справ з батьком. Брендан каже, що пробачив його, але все ще йому не довіряє. Незабаром після цього, Брендан виявляє, що на «Спарті» він боротиметься разом з братом. Конлон влаштовує з ним зустріч, під час якої він дізнається, що брат так і не пробачив його за те, що той залишився з батьком, коли їх мати розлучилася з ним.
Тоді ж, відео, зняте під час побиття «Скаженого пса», розходиться всім інтернетом і стає лідером за переглядами на YouTube. Його помічає морпіх, якому Томмі врятував життя під час війни в Іраку. Інформація про героя-рятівника миттєво розлітається по всіх ЗМІ і у Томмі з'являється величезний натовп шанувальників, починаючи зі звичайних глядачів і закінчуючи Морською піхотою США. Своєю чергою, Педді заявляє про те, що пишається сином, але той відкидає його повагу і в гніві ображає його. Конлон-старший пішов в номер готелю і напивається.
«Спарта» нарешті починається. Томмі здобуває швидку перемогу в першому раунді. Брендан діє спокійно, і теж виграє перший матч. Брати перемагають раз за разом, що приводить їх обох до фіналу. Томмі з першої ж хвилини не обмежує себе в ударах, зганяючи свою злість на браті, Брендан захищається як може. В середині бою Брендон вибиває Томмі плече і Томмі більше не може ефективно вести бій. Попри прохання Брендана зупинитися, жоден з бійців не хоче здаватися, що доводить їх до 5 раунду. В кінці останнього раунду Брендан починає душити Томмі, кажучи при цьому, що любить його. Томмі здається і переможцем турніру «Спарта» стає Брендан Конлон. У фінальній сцені фільму Брендан і Томмі йдуть по павільйону, обнявшись, а на них дивиться їх усміхнений батько.

## У ролях
| Актор                 | Персонаж                              | Роль                                                                         |
| --------------------- | ------------------------------------- | ---------------------------------------------------------------------------- |
| Джоел Еджертон        | Брендан Конлон (англ. Brendan Conlon) | старший син Педді і чоловік Тесс, вчитель фізики у школі, колишній боєць UFC |
| Том Гарді             | Томмі Конлон (англ. Tommy Conlon)     | молодший син Педді, морський піхотинець США                                  |
| Нік Нолті             | Педді Конлон (англ. Paddy Conlon)     | батько Брендана і Томмі, у минулому боксер                                   |
| Дженніфер Моррісон    | Тесс Конлон (англ. Tess Conlon)       | дружина Брендана                                                             |
| Френк Ґрілло          | Френк Кампана (англ. Frank Campana)   | старий друг Брендана, з яким вони разом тренуються                           |
| Кевін Данн            | Джо Зіто (англ. Joe Zito)             |                                                                              |
| Максиміліано Ернандес | Кольт Бойд (англ. Colt Boyd)          |                                                                              |

## Сприйняття

### Критика
Фільм отримав загалом позитивні відгуки: Rotten Tomatoes дав оцінку 83 % на основі 143 відгуків від критиків (середня оцінка 7,3/10) і 92 % від глядачів із середньою оцінкою 4,3/5 (47,854 голоси), Internet Movie Database — 8,2/10 (155 689 голоси), Metacritic — 71/100 (35 відгуків криків) і 8,3/10 від глядачів (211 голосів).

### Касові збори
Під час показу, що стартував 9 вересня 2011 року, протягом першого тижня фільм був показаний у 1,869 кінотеатрах і зібрав $5,242,107, що на той час дозволило йому зайняти 3 місце серед усіх прем'єр. Показ протривав 56 днів (8 тижнів) і закінчився 3 листопада 2011 року, зібравши у прокаті у США $13,657,115, а у світі — $9,400,000, тобто $23,057,115  загалом при бюджеті $25 млн.

### Нагороди й номінації[8]
| Рік  | Нагорода                                  | Категорія                                      | Номінант                                             | Результат |
| ---- | ----------------------------------------- | ---------------------------------------------- | ---------------------------------------------------- | --------- |
| 2011 | Chicago Film Critics Association Awards   | Найкращий актор друго плану                    | Нік Нолті                                            | Номінація |
| 2011 | San Diego Film Critics Society Awards     | Найкращий актор друго плану                    | Нік Нолті                                            | Перемога  |
| 2011 | Satellite Awards                          | Найкращий актор у художньому фільмі            | Том Гарді                                            | Номінація |
| 2011 | Satellite Awards                          | Найкращий актор друго плану                    | Нік Нолті                                            | Номінація |
| 2011 | Satellite Awards                          | Найкращий монтаж                               | Шон Альбертсон, Метт Чесс, Джон Ґілрой, Аарон Маршал | Номінація |
| 2012 | 84-та церемонія вручення нагороди «Оскар» | Найкраща чоловіча роль другого плану           | Нік Нолті                                            | Номінація |
| 2012 | Broadcast Film Critics Association Awards | Найкраща чоловіча роль другого плану           | Нік Нолті                                            | Номінація |
| 2012 | MTV Movie Awards                          | Найкраща бійка                                 | Том Гарді, Джоел Едґертон                            | Номінація |
| 2012 | Online Film Critics Society Awards        | Найкраща чоловіча роль другого плану           | Нік Нолті                                            | Номінація |
| 2012 | Премія Гільдії кіноакторів США            | Видатне виконання чоловічої ролі другого плану | Нік Нолті                                            | Номінація |
| 2012 | Teen Choice Awards                        | Актор Choice Movie: бойовик                    | Том Гарді                                            | Номінація |

## Цікаві факти
- Зйомки проходили в Піттсбурзі та Атлантік-Сіті.
- Для ролі Том Гарді набрав 12 кілограмів м'язової маси.
- Прототипом бійця, на ім'я Коба був (Курт Енгл) — багаторазовий чемпіон світу ММА Федір Ємельяненко. Для цієї ролі Курт Енгл вивчив всі записи боїв Федора Емельяненко, скинув 14 кілограмів ваги й три місяці вивчав російську мову. Також Коба виходить на ринг під пісню Володимира Висоцького «Коні вибагливі»
- Батько бійців Педді Конлон через плеєр слухає і коментує уривки з роману «Мобі Дік».